# Max Nettlau
Max Heinrich Hermann Reinhardt Nettlau (Neuwaldegg, Viena, 30 de abril de 1865 – Amsterdã, 23 de julho de 1944), mais conhecido como Max Nettlau, foi um dos mais importantes historiadores e arquivistas do anarquismo.

## Vida
Vindo de uma família judia bastante acomodada, Nettlau teve uma educação de influência liberal a partir de suas leituras e pelo vínculo familiar, já que não foi intelectualmente estimulado pela família, com a qual também não teve uma ligação sentimental. Após o ensino secundário na Áustria, passou a ler livros de filósofos alemães. Seu doutorado seria concluído aos 23 anos quando apresentou uma tese sobre as línguas celtas.
Durante estudos na Universidade de Viena, passou a ter interesse por movimentos sociais e tornou-se membro da Liga Inglesa Socialista (1885-1890), quando também assumiu sua postura anárquica.
Em Londres, travou amizade com Piotr Kropotkin e Errico Malatesta, com os quais manteve correspondência pelo resto de sua vida.
Reuniu uma enorme quantidade de materiais impressos durante toda sua existência, como jornais, manifestos, folhetos e cartazes, que deram origem ao renomado Instituto Internacional de História Social (IISH), de Amsterdã.
Nettlau viveria basicamente de seus livros e artigos.
Ascético e filosófico, sua aparência remetia a impressão de um homem insensível, mas a injustiça e a violência o incomodavam profundamente. Sua trajetória é também marcada pela dedicação integral à produção de seus livros bem como para a sua coleção.
Morreu em 23 de julho de 1943, em Amsterdã, vítima de câncer.

## Obras
Desde 1880, dedicou-se a escrever sobre Mikhail Bakunin. A partir de 1892, graças a uma herança da família, decidiu dedicar-se integralmente à história do anarquismo e passou a viajar pela Europa à procura de pessoas que conheceram Bakunin, ainda que durante toda sua trajetória fosse considerado um homem independente. Desse trabalho, que mostrou a verdadeira vocação para o ofício de historiador, resultaram uma biografia em 3 volumes (1896-1900) e Bibliographie de l'anarchie (Bruxelas, 1887).
As biografias de Errico Malatesta e Elisée Reclus, bem como a história do anarquismo, renderam sete volumes.
Com o fim da Primeira Guerra e suas economias arrasadas pelos efeitos da inflação alemã, passou a viver então em absoluta precariedade, a ponto de, em 1935, se ver obrigado a vender seu acervo. Em 1938, durante a anexação da Áustria pela Alemanha, decidiu se estabelecer definitivamente na Holanda.  Com a invasão nazista, presenciou a ocupação do Instituto e o transporte de sua coleção, e infelizmente não viveu para ver a reabertura do acervo.
Seus arquivos de documentos pessoais incluem correspondências enviadas a Thérèse Bognar entre 1901 e 1907 e a escrita em um diário de 1907 a 1921. Outras memórias e notas continuaram a ser escritas até 1943.
Manteve ainda a troca de correspondências com movimentos anarquistas e personalidades britânicas, francesas, russas, alemãs, belgas e holandesas, o que revelaria a paciência de um arquivista.
O resultado dessa produção foi reunir o maior rol mundial de documentos relacionados ao anarquismo.
Foi considerado durante muito tempo o primeiro e único historiador anarquista.

## Nettlau por alguns autores
Rudolf Rocker o classificou de "o Heródoto do anarquismo".
José Peirats descreve que Nettlau não foi apenas um militante, mas um teórico da razão, que se dedicou a entender e descrever objetivamente, de acordo com o contexto, as diversas escolas, tendências e multiplicidade das formas. Peirats o descreve também como um investigador incansável, uma enciclopédia viva do anarquismo.
Pelo seu método de análise é, porém, considerado excessivamente idealista.

## Publicações
Publicações de Max Nettlau:
- Michael Bakunin. Eine Biographie (1896–1900)
- Bibliographie de l'Anarchie (1897; 1976)
- Geschichte der Anarchie. Volume 7 (Inhaltsübersichten (Memento vom 19. setembro 2010 im Internet Archive))
  - Volume 1: Der Vorfrühling der Anarchie (1925; 1993) (online; Neuausgabe Liberdad Verlag, Berlim 2019, ISBN 978-3-922226-25-3)
  - Volume 2: Der Anarchismus von Proudhon zu Kropotkin (1927; 1993)
  - Volume 3: Anarchisten und Sozialrevolutionäre (1931, 1996)
  - Volume 4: Die erste Blütezeit der Anarchie 1886–1894 (1981)
  - Volume 5: Anarchisten und Syndikalisten, Parte 1 (1984)
  - Volume 6: Anarchisten und Syndikalisten, Parte 2 (não publicado)
  - Volume 7: Anarchisten und Syndikalisten, Parte 3 (não publicado)
  - Ergänzungsband zur Geschichte der Anarchie (1972; 1984)
- Gesammelte Aufsätze. Verlag Die Freie Gesellschaft, Hannover 1980. (Ensaios de Die Internationale, FAUD (1929–1932))
- Eugenik der Anarchie. Hg. v. Heiner M. Becker. Wetzlar 1985.
- Errico Malatesta. Das Leben eines Anarchisten. Verlag Der Syndikalist, Berlim 1922.
- Élisée Reclus. Anarchist und Gelehrter (1830–1905). Verlag Der Syndikalist, Berlim 1928.

Sobre Max Nettlau:
- LENARD, R. Anarquismo e renovação da cultura: Max Nettlau e o projeto emancipatório na La Revista Blanca. 2019. 296 f. Dissertação (Mestrado em História) - Universidade Federal de Goiás, Goiânia, 2019.
- LENARD, R. ANARQUISMO E TEORIA POLÍTICA: MAX NETTLAU E A NEGAÇÃO DO SOBERANO. REPOSITÓRIO DE ANAIS DA ANPUH-GO, [S. l.], p. 667/675, 2022.
- LENARD, R. Anarquismo e história: recepção do historicismo alemão do fim do século XIX e início do XX por Max Nettlau. In: Anais do XI Seminário Brasileiro de Teoria e História da historiografia. Guarulhos, São Paulo, 2023, p. 66-78.